# 嗚呼、青春の日々
「嗚呼、青春の日々」（ああ、せいしゅんのひび）は、ゆずの楽曲で、通算9枚目のシングル。2000年5月31日に発売。発売元はセーニャ・アンド・カンパニー。

## 解説
本作でグループ初のオリコンシングルチャート1位を獲得した。
CDジャケットのイラストは、漫画家本宮ひろ志が描き下ろしたゆず2人の似顔絵。

## 収録曲
1. 嗚呼、青春の日々（4:27）
  - 作詞・作曲: 北川悠仁
  - それまでのシングル曲に見られなかった、ロック色の強い作品。
  - 3枚目のアルバム『トビラ』にも収録。ただしこちらは、曲のはじめにコーラスが追加されている別バージョン。
  - ミュージック・ビデオでは、スーツ姿で歌唱している（『録歌選 紅』収録、2003年1月22日発売）。
  - 10周年感謝祭と銘打ったライブ「ゆずのね 〜名前の由来は聞かないで〜」では、最終日（2007年10月28日）の最後の最後、聴衆のアンコールに答えてこの曲が歌われた。
2. 人生芸無（3:36）
  - 作詞・作曲: 岩沢厚治
3. ぼんやり光の城（3:33）
  - 作詞・作曲: 岩沢厚治
  - 「ゆず体育館ツアー 2004 夢の地図」では、「カップリング曲にもなかなかいい曲があるんですよ」と紹介され、この曲が歌われた（会場によってセットリストが違う場合あり）。ツアーの模様はDVDで限定販売されたが、この曲は未映像化。

## 収録作品
- 嗚呼、青春の日々 （シングルバージョン）
  - Home 1997-2000
  - YUZU 20th Anniversary ALL TIME BEST ALBUM ゆずイロハ 1997-2017
- 嗚呼、青春の日々 （アルバムバージョン）
  - トビラ
- 嗚呼、青春の日々 （Live Version #1）
  - 歌時記 〜ふたりのビッグ（エッグ）ショー篇〜
- 嗚呼、青春の日々（Live Version #2）
  - 二人参客 2015.8.15〜緑の日〜
- 人生芸無
※アルバム未収録
- ぼんやり光の城
※アルバム未収録